# Ralph Eggleston
Ralph Eggleston (Baton Rouge, 13 ottobre 1965 – Emeryville, 28 agosto 2022) è stato un regista, animatore e sceneggiatore statunitense.
Ha diretto il cortometraggio, vincitore di un Oscar, Pennuti spennati.
Ha lavorato come scenografo in Toy Story e ne Gli Incredibili e ha svolto altri ruoli, come sceneggiatore o scenografo, in altrettanti film Pixar, come Alla ricerca di Nemo, Monsters & Co. e WALL•E.
È stato uno dei collaboratori di Brad Bird, in quanto ha lavorato con lui ne Gli Incredibili, Gli Incredibili 2, e in uno degli episodi de I Simpson diretto da Bird, Krusty va al fresco (Krusty Gets Busted).